# 浅見川橋 (常磐自動車道)
浅見川橋（あさみがわはし）は、福島県双葉郡広野町にある常磐自動車道の道路橋である。

## 概要
- 全長：607.5m[1]/610.5m[2]
  - 主径間：79.0m[1]/72.0m[2]
- 幅員：9.760m[3]/9.790m[2]
- 形式：3径間鋼連続合成鈑桁橋+3径間鋼連続合成細幅箱桁橋+6径間鋼連続合成少数鈑桁橋（計12径間）[1]/5径間連続鋼箱桁橋+7径間連続複合ラーメン鈑桁橋（計12径間）[2]
- 施工：IHIインフラシステム[1]/宮地エンジニアリング[2]
- 竣工：2010年[4]/2000年[5]

（上り/下り）
いわき四倉インターチェンジ～広野インターチェンジ間に位置し、二級水系浅見川とそれに並行する福島県道249号上戸渡広野線や周囲の田畑、町道を渡る。起点側である南詰は広野町上浅見川字小名入、北詰は字狐石に位置する。浅見川が形成する谷を跨ぐため最大橋脚高さは30mに及ぶ。半径4000mのクロソイド曲線区間に位置する曲線橋であり、下り線側が若干長い。広野インターチェンジ延伸開業に合わせ現在の下り線を用いた暫定2車線で供用が開始され、その後の4車線化工事にて上り線が建設された。2025年現在、福島県内で12番目に長い道路橋である。
先に建設された下り線側の地上高架部には耐震性や維持管理性、コスト削減といったメリットを持つ複合ラーメン橋が採用され、橋桁の剛結部に従来のスタッド方式に変わりストラットアンドタイ方式が採用されている。上り線側橋梁は全体でクレーンベント架設工法が採用されていたが、県道の通行止め期間短縮のため県道と浅見川をまたぐ第5、6径間は送出し架設工法に変更され架設された。

## 沿革
- 2002年3月23日 - いわき四倉インターチェンジ～広野インターチェンジ間の開通により下り線側橋梁を使用した暫定2車線で供用が開始される。
- 2021年3月30日 - いわき中央インターチェンジ～広野インターチェンジ間の4車線化により上り線橋梁の供用が開始される[7]。

## 周辺
- 小松館城跡
- 水前稲荷神社

## 隣の橋
浅見川
（上流） - 湯沢橋 - 浅見川橋 - 小松橋 - （下流）